# Tityus pugilator
Espèce
Synonymes
- Tityus kraepelini Borelli, 1899

Tityus pugilator est une espèce de scorpions de la famille des Buthidae.

## Distribution
Cette espèce est endémique d'Équateur.

## Description
Le mâle holotype mesure 51 mm.

## Systématique et taxinomie
Cette espèce a été décrite par Pocock en 1898.
Tityus kraepelini a été placée en synonymie par Lourenço et Maury en 1985.

## Publication originale
- Pocock, 1898 : « Descriptions of some Scorpions from Ecuador. » Annals and Magazine of Natural History, sér. 7, vol. 1, p. 413-422 (texte intégral).